# Holoșnița
Holoșnița è un comune della Moldavia situato nel distretto di Soroca di 1.624 abitanti al censimento del 2004.

## Località
Il comune è formato dall'insieme delle seguenti località (popolazione 2004):
- Holoșnița (1.125 abitanti)
- Cureșnița (499 abitanti)